# NGC 7355
NGC 7355 este o astronomical radio source⁠(d) situată în constelația Cocorul. A fost descoperită în 1 septembrie 1834 de către John Herschel.